# Хайнрих II (Плауен)
Хайнрих II фон Плауен „Млади“, наречен „Бохемеца“ (на немски: Heinrich I Vogt von Plauen „der Jüngere“/„der Böhme“; * ок. 1250 в Плауен; † между 20 март и 24 август 1302) е фогт на Плауен (1274 – 1302) и рицар. Наречен е „Бохемеца“ понеже е женен с жена от Бохемия.
Той е големият син на фогт Хайнрих I фон Плауен „Стари“ († 1303) и първата му съпруга Мехтхилд фон Кверфурт-Магдебург († сл. 1254). Брат е на Хайнрих I фон Плауен-Ройс, наречен „Ройс“ „младата линия"“ († 1292/1295), фогт на Плауен.
Хайнрих II става рицар през 1289 г. При конфликтите между крал Адолф от Насау и Ветините той участва с баща си на страната на краля. През 1296 г. Хайнрих и бургграф Албрехт фон Лайзниг стават командири на крепостта Фрайбург ан дер Унщрут, която кралят е заложил на епископа на Наумбург.
През 1301 г. крал Албрехт I определя Хайнрих II за хауптман на Егер/Хеб. Той умира между 20 март и 24 август 1302 г.

## Фамилия
Хайнрих II фон Плауен се жени за Катарина фон Ризенбург (* ок. 1260; † пр. 1333), дъщеря на Борзо фон Ритенбург и Петронила фон Кравар. Те имат четири сина:
- Хайнрих III фон Плауен „Млади“/„Дългия“ (* ок. 1284 в Плауен; † сл. 16 февруари 1347), фогт на Плауен (старата линя) (1302 – 1348), капитан на Егер, женен, пр. 1302 г. за Маргарета фон Зееберг (* ок. 1288; † пр. 20 февруари 1322), дъщеря на Албрехт фон Зееберг, бургграф на Кааден и Билин, маршал на Бохемия († 1321) и Маргарета
- Хайнрих († сл. 1336), тевтонски рицар
- Хайнрих († сл. 1306), тевтонски рицар
- Хайнрих († сл. 1332), монах в Бух